# Berwickshire, Roxburgh and Selkirk (circonscription du Parlement britannique)
Circonscription parlementaire de la Chambre des communes
Berwickshire, Roxburgh and Selkirk est une circonscription électorale britannique située en Écosse.

## Liste des députés
| Élection | Élection | MP            | Parti               |
| -------- | -------- | ------------- | ------------------- |
|          | 2005     | Michael Moore | Libéraux-démocrates |
|          | 2015     | Calum Kerr    | SNP                 |
|          | 2017     | John Lamont   | Parti conservateur  |